# Uljana Dubrova
Uljana Valeriïvna Dubrova (in ucraino Уляна Валеріївна Дуброва?; Charkiv, 3 aprile 2002) è una pattinatrice di short track ucraina.

## Biografia
È allenata da Vitalij Sivak e compete per il Kolos Charkiv, club della sua città natale.
Agli europei di Debrecen 2020 e Gdańsk 2021 ha preso parte alle staffette, piazzandosi rispettivamente all'11º e 9º posto in classifica.
Ha rappresentato l'Ucraina ai Giochi olimpici invernali di Pechino 2022, classificandosi 32ª nei 1500 m.